# Ivan Vakarčuk
Ivan Oleksandrovyč Vakarčuk (in ucraino Іван Олександрович Вакарчук?; Brătușeni, 6 marzo 1947 – Leopoli, 4 aprile 2020) è stato un fisico e politico ucraino con cittadinanza sovietica.

## Biografia
Nacque a Brătușeni, nella Repubblica Socialista Sovietica Moldava, il 6 marzo 1947.
Nel 1970 si laureò presso la Facoltà di Fisica dell'Università di Leopoli, proseguendo con gli studi post-laurea e presentando nel 1974 una tesi per la candidatura con argomento Applicazione del metodo di spostamenti e variabili collettive allo studio di un sistema di particelle Bose che interagiscono vicine allo zero assoluto seguito da una tesi di dottorato nel 1980 sulla Teoria microscopica del fluido di Bose. Tra il 1973 e il 1984 fu ricercatore junior e poi senior presso la sezione di Leopoli dell'Istituto di fisica teorica dell'Accademia nazionale delle scienze ucraina, venendo quindi nominato nel 1984 professore presso la Facoltà di Fisica dell'Università di Leopoli, dove arrivò a dirigere il Dipartimento di Fisica teorica.
Eletto al Congresso dei deputati del popolo dell'Unione Sovietica nel 1989 (già nel 1970 si era iscritto al Partito Comunista dell'Unione Sovietica), fu poi nominato nel 1990 rettore dell'Università di Leopoli. Ha mantenuto la carica di rettore fino alla nomina nel 2007 a Ministro dell'istruzione e della scienza nel secondo governo Tymošenko. Come rettore implementò nuovi test di ammissione all'università, distinguendosi inoltre per aver sostenuto l'attivismo degli studenti, anche in occasione della Rivoluzione arancione del 2004.
Come Ministro dell'istruzione e della scienza promosse diverse riforme del sistema educativo ucraino, seguendo ad esempio l'implementazione delle prove ZNO del Centro per la valutazione della qualità dell'istruzione (istituito nel 2006), con particolare attenzione al monitoraggio statale dei risultati delle prove al fine di evitare atti di corruzione, ma anche attraverso la riforma dei programmi scolastici. Dopo la caduta del governo nel marzo 2010 fu rieletto rettore dell'Università di Leopoli, rimanendo in carica fino al 2013.
Criticò fortemente l'arresto di Julija Tymošenko nel 2011, commentando che tale condotta avrebbe "fornito al mondo intero la prova che l'Ucraina non esiste come stato democratico europeo". Nel corso dello stesso anno fu chiamato a testimoniare nell'ambito del processo contro la Tymošenko in qualità di membro del governo.

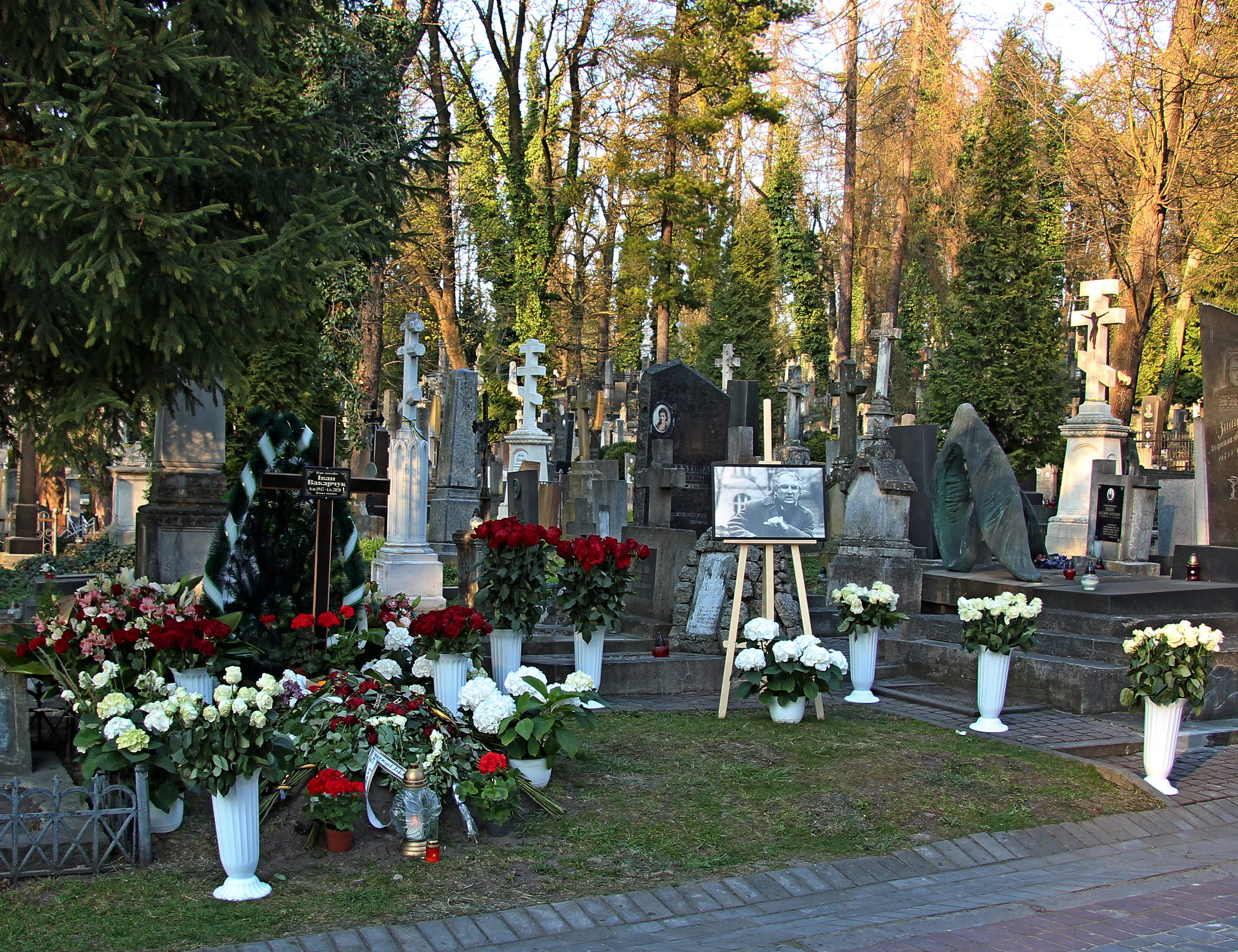
La tomba di Ivan Vakarčuk al cimitero di Lyčakiv.

Morì il 4 aprile 2020 e fu sepolto presso il cimitero di Lyčakiv.

## Vita privata
Sposò Svitlana Oleksandrivna, fisica e professoressa associata dell'Accademia nazionale di medicina veterinaria di Leopoli, dalla quale ebbe due figli: il cantante e politico Svjatoslav Vakarčuk, nato nel 1975, e un altro maschio, Oleg, nato nel 1980.